# 南野タケシ
南野 タケシ（みなみの タケシ、1985年12月24日 - ）は、日本のプロレスラー。本名：山本 武志（やまもと たけし）。

## 経歴
闘龍門の9期生として入門。2002年12月7日、本名の山本武志でデビューした（vs坂井謙一＆谷嵜直樹組。パートナーは村上学)。16歳でのデビューは闘龍門史上最年少である。闘龍門X所属となり、南野たけしに改名、パイナップル華井とマンゴー福田とのユニット「ロス・サルセロス・ハポネセス」を結成。若きリーダーとなった。日本での主戦場をみちのくプロレスに移しヒール軍団として暴れた。
2005年、みちのく鉄人リーグ戦にてサルセロスの解散を発表する。東北ジュニアトーナメントにて優勝し王者になり、大阪プロレスのスペル・デルフィンを防衛戦に迎えたが敗戦。
2006年、南野武に改名。
2008年、南野タケシに改名して約1年ぶりにみちのくプロレスに復帰。7月、みちのくプロレス岩手大会にて、正規軍を裏切り、ルード軍「九龍」参加を表明した。
2010年8月、負傷欠場した竹田誠志の代わりに大日本プロレス参戦、さらに8月9日名古屋ダイアモンドホール大会で石川修司と組んで、「蛍光灯＆凶器持ち込みデスマッチ」で伊東竜二&星野勘九郎組と対戦してデスマッチも本格参戦を果たした。
2012年、九龍が解散したためフジタ"Jr"ハヤト、卍丸、Ken45°らと共にユニット「BAD BOY」を結成。また、九龍、BAD BOYユニット活動と並行して卍丸とのタッグチーム「舎人一家」としても活動。2012年7月28日には舎人一家自主興行を新宿FACEで開催した。
2013年、みちのくプロレス20周年岩手大会にて舎人一家 vs 夢狩人（TAKAみちのく、FUNAKI）と対戦、鹿浜ダイナマイトでFUNAKIを下した。
2014年、全日本プロレスに定期的に参戦をして長井満也とのタッグでアジアタッグ王座に挑戦するも敗北。
2015年、長井とのタッグでアジアタッグ王座に挑戦して勝利。
2016年、2月12日より開幕のJr. BATTLE OF GLORYに参戦。開幕前の記者会見では全試合両者リングアウトにすると宣言し青木篤志との1戦目でいきなり両者リングアウトを決めて見せた。そのまま2戦目のSUSHI、3戦目の高尾蒼馬とも両者リングアウトとなり、宣言した目的をリーグ戦で完遂した。7月14日、全日本プロレス後楽園ホール大会にて第10代GAORA TV チャンピオンシップを獲得。9月4日、舎弟である山下金吾がデビューして自らがデビュー戦の相手となった。
2017年3月、みちのくプロレス宮城仙台大会メインイベントにて、タッグパートナーである卍丸を裏切って日向寺塁と共にヒールユニット「SUPER STARS」を結成。BAD BOYからは脱退という形になり、事実上、舎人一家としての活動にも幕を下ろした。10月より右膝を負傷し、長期欠場に入る。
2018年、アメリカにて復帰。
2019年1月より、みちのくプロレスに復帰。現在はアメリカを中心に活動中のため、みちのくおよび国内での活動は不定期となる。なお、みちのくにはHAPPY-MANとして再参戦をしている。
2020年以降は、（本人と公表している）SNSは閉鎖され、プロレスラーを含めた表立った活動は不明のままである。2023年11月12日に石森太二のX内にて南野と再開した写真をアップした。

## 得意技
デスバレーボム
それはNENJI
デスラップボムと同型。
ロコカッター
ふとし
鹿浜ダイナマイト
ブルジョワ
ススヌ
んの字固め
技名は技をかけた際に相手の足の形が「ん」に見えることが由来。

## 入場曲
- Bury In The Death Valley （HAYATO）

## タイトル歴
- ヤンクドラゴン杯優勝
- UWA世界ウェルター級王座
- UWA世界6人タッグ王座
- 東北ジュニアヘビー級王座
- 東北タッグ王座
- みちのくふたり旅優勝
- WEWタッグ王座
- アジアタッグ王座
- GAORA TV王座

## HAPPY-MAN
HAPPY-MAN（ハッピー-マン）は、南野が扮するコミックレスラー。

### 経歴
2006年12月、新崎人生から故郷は銀河のHAPPY星と言い渡される。そしてHAPPY星の王子だと伝えられてインディーサミットをもって地球に別れを告げた（京都の親は育ての両親）。
2007年1月、地球のハッピーが危機ということでHAPPY星からHAPPY MANが現れる。顔は南野武に似てピンクの全身タイツに異様な青パンツと青いマント（試合中は邪魔にならない程度の小さな青マントが付いている）。言葉はしゃべれない。いつも笑顔をふりまく。地球をハッピーにしないと故郷に帰れない修行中の身である。なおHAPPY MANとしては、みちのくプロレス所属選手である。11月、東北ジュニアヘビー級王座を義経が奪取した際に次期挑戦者に南野武を指名するとHAPPY MANはマスクをはずし握手を交わした。12月、義経の希望には答えずHAPPY MANとしてタイトル戦へ。敗れたあとにHAPPY星にいる父親が病気ということでHAPPY星に帰還していった。

### 得意技
ハッピープレス
コーナー最上段からウルトラマンの変身シーンのように右腕の握りこぶしを前に伸ばしたポーズでジャンプして仰向けになった相手の上に腹部から落下する。
デスバレーボム

### 入場曲
- STARLIGHT EXPRESS（東京スカパラダイスオーケストラ）